# 森恪
森 恪（もり  かく、1883年（明治16年）2月28日 - 1932年（昭和7年）12月11日）は、昭和戦前期の日本の実業家、政治家、衆議院議員。名の「恪」を「かく」とも読むが、本来の読みは「つとむ」。
「東洋のセシル・ローズ」を自認した帝国主義者。軍部と提携し、日本の中国侵出に大きな役割を果たした。また、三井物産天津支店長、中国興業株式会社社長、田中義一内閣の外務政務次官（1927年（昭和2年）4月22日任命　- 1929年（昭和4年）4月27日免）、犬養毅内閣の内閣書記官長（1931年（昭和6年）12月13日任命 - 1932年（昭和7年）辞任）、立憲政友会幹事長（1929年（昭和4年）4月28日 - 1931年（昭和6年）3月29日）を務めた。

## 経歴
1883年2月28日、大阪府大阪市西区江戸掘に生まれる。父は判事・大阪市議会議長を務めた森作太郎。慶應義塾幼稚舎を卒業したが、成績不良と素行不良のため慶應義塾普通部に進めず、大阪に帰郷。その後、東京商工中学校（最終学歴）を卒業。1901年（明治34年）東京高等商業学校（現一橋大学）入学試験に不合格となる。
父と旧知の仲であった三井物産上海支店長で、後年、立憲政友会幹事長、南満洲鉄道総裁を歴任する山本条太郎の縁故で、同支店支那修業生（留学生）として中国に渡る。上海支店社員時代に中国語（北京語、広東語）、英語に通じたほか、日露戦争では、東シナ海洋上を接近するバルチック艦隊の航跡をいち早く発見、打電して、日本海海戦の勝利に民間から貢献した。また、辛亥革命では孫文に対し革命資金の斡旋を行った。三井物産天津支店長を経て、1913年（大正2年）中国興業株式会社（翌年「中日実業」と改称）を創立し、1916年（大正5年）に上仲尚明と共に塔連炭砿鉱業権を得ると、翌1917年（大正6年）より東洋炭砿、小田原紡績、東洋藍業、東洋製鉄など次々と事業を興して事業家となった。
1918年（大正7年）に政友会に入党して政界に進出、党に多額の献金（推定5万円）をする。1920年（大正9年）に三井物産を退社し、政友会公認で神奈川県第7区（足柄上郡・足柄下郡）から第14回衆議院議員総選挙に立候補し、大正9年の当時としては最年少の満37歳で初当選。選挙に多額の資金をつぎ込み、金の出所をめぐり「満鉄事件」といわれる疑獄事件に発展している。この疑惑がたたり、次の第15回衆議院議員総選挙では落選する。その間1923年（大正12年）には政友会院内幹事となっている。1925年（大正14年）、栃木県選出の横田千之助が亡くなると、横田の地盤を引き継いで補欠選挙に当選し、国政に復帰する。1927年（昭和2年）田中義一内閣で外務政務次官に就任する。当選2回でありながら政務次官となるのは異例のことであったため、党内からは反対論が噴出したが、院外団の支持と、森が地盤を受け継いだ横田千之助が田中義一を陸軍から政界に進出させた立役者であったため、就任にこぎつけた。田中義一首相が外務大臣を兼摂（兼任）したため、森は外務次官（現政務官）ながら事実上の外相として辣腕を振るう。田中政権下で対中国強硬外交を強力に推進し、山東出兵、東方会議開催などに奔走した。また満蒙生命論を考案し、（1927年（昭和2年）6月27日から7月7日まで、東京の外務大臣官邸で開かれた東方会議内において、森が初めて発言し提案した（今日「満蒙は日本の生命線」とは、1931年（昭和6年）にのちに松岡洋右外相が初めて唱えた とされるがこれは誤りであり当時、「外務事務次官の吉田茂ほか岸信介、佐藤栄作、松岡洋右らは」森の部下である。）。対華21カ条要求 に起因する1922年の山東懸案解決に関する条約等により一旦は解決をみた山東問題（山東条項）を山東出兵により無に帰し、万里の長城以北の満蒙（内モンゴル自治区を含む『リットン調査団』の報告書を参照）を中国本土から分離することを目論み、東方会議内において張作霖の暗撃（やみうち）を提案し、張作霖爆殺事件（1928年6月4日）、満州事変-柳条湖事件（1931年9月18日）にも関係を取りざたされ、森の死後、関東軍軍部が暴走し盧溝橋事件（1937年7月7日「支那事変-日中戦争開戦」）がおきることになる。
田中内閣が総辞職すると、1929年（昭和4年）政友会幹事長に就任する。ロンドン海軍軍縮条約をめぐり、1931年（昭和6年）2月、首相臨時代理の幣原喜重郎外相を攻撃し、濱口内閣を揺さぶる。第2次若槻内閣を経て、同年12月13日政友会の犬養内閣が成立すると内閣書記官長となる。しかし、軍部との関係を政治基盤としていた森と、生粋の政党政治家である犬養は、大陸政策をめぐって対立する。森は犬養に対して内閣改造を提言するが容れられず、辞表を提出、預かりとされる。1932年（昭和7年）5月15日の五・一五事件では、会心の笑みを漏らした様子が語られている。
生前の犬養と激しく対立しており、閣議の席で「軍人に殺されるぞ」と述べたことや、政友会幹事の久原房之助が「森が兵隊に殺させるという情報が入っている」と、犬養の親族に連絡したことから、暗殺を手引きしたとも言われていた。
同年7月に発病。12月11日、持病の喘息に肺炎を併発し、滞在先の鎌倉海浜ホテルにて十河信二と鳩山一郎・薫夫妻に看取られ死去。49歳没（享年50）。墓所は青山霊園。

## 栄典
- 1930年（昭和5年）12月5日 - 帝都復興記念章[8]

## 系譜
妻は男爵瓜生外吉海軍大将・繁子夫妻の三女である瓜生栄枝。繁子は益田孝の妹。長男は森新。二男は森卓。長女は森禎子。